# Capilla de Nuestra Señora del Trabajo
La Capilla Nuestra Señora del Trabajo, también conocida localmente como la Iglesia de Piedra, es un templo católico diseñado por el arquitecto Jorge Yáñez Zabala, y se encuentra ubicada en la localidad de Batuco, comuna de Lampa, Región Metropolitana de Santiago, Chile. Construida en 1947, fue declarada monumento nacional de Chile mediante el Decreto Exento n.º 218 de 1999.

## Historia
La Capilla fue construida en 1947, por iniciativa de doña Elena Cifuentes, quien encargó su diseño al arquitecto Jorge Yáñez Zabala para levantar dicho templo en memoria de su difunto esposo, Ricardo Vial Correa, en lo que entonces era el Fundo Santa Elena. Posteriormente, dichos terrenos fueron donados a la Congregación de los Siervos de la Caridad, donde funciona actualmente el Hogar San Ricardo de la obra Don Guanella, institución que acoge a niños, jóvenes y adultos en situación de discapacidad física y mental.
Desde entonces, la Capilla había mantenido inalterada su expresión arquitectónica, conservando su espacialidad original y relacionándose armónica y funcionalmente con los recintos del sagrario. Lo anterior, sumado a su riqueza arquitectónica y a la importancia que tiene para la comunidad, quienes la consideran un punto de encuentro y un ícono de la comuna de Lampa, fueron suficientes antecedentes para que el 6 de agosto de 1999, fuera declarada Monumento Nacional en la categoría de Monumento Histórico por el Ministerio de Educación, mediante el Decreto Exento n.º 218.
No obstante, el terremoto de 2010 generó severos daños en la Capilla, imposibilitando así la celebración de misas y otros eventos. A partir de aquello, la comunidad reunió fondos para, en conjunto con Monumentos Nacionales, generar un plan de reconstrucción y restauración del edificio, cuyo trabajo consistió en la generación de nuevos espacios, como una explanada para ceremonias, un velatorio y un atrio para congregar feligreses y realizar misas campales.
Las obras de reconstrucción y restauración de la iglesia estuvieron a cargo de los arquitectos Raúl Irarrázabal, Ignacio Montaner y Macarena Mery, encontrándose el proyecto actualmente finalizado.

## Descripción

### Arquitectura
Es una construcción de 210 m² con una fachada de estilo neorrenacentista, que cuenta con un mirador interior y un campanario. Sus muros son de basalto gris canteado, la techumbre -tejado a dos aguas- está hecha de roble y su cubierta lleva tejas romanas de arcilla.
En cuanto al exterior, el ingreso al templo se realiza a través de una única puerta la cual remata en un arco de medio punto rebajado que muestra sus dovelas estructurales. A ambos lados de la entrada, se encuentran dos ventanas de pequeñas dimensiones, trabajadas con un sistema de dintel. Al centro, en la parte superior de la entrada, se encuentra un nicho rematado en arco de medio punto que contiene una escena de Nuestra Señora del Trabajo. La estructura principal se complementa con una torre mirador de forma paralelepípeda, también realizada en piedra, y rematada en un techo de teja, finalizando en la imagen de la cruz.
En su interior, se puede apreciar solo una nave con los muros mostrando el material constructivo, con nichos empotrados en la misma piedra que contienen figuras devocionales. Su techo es adintelado, con vigas de roble que se encuentran a la vista. Al fondo posee un ábside poco profundo que contiene el altar y, atrás de éste, un nicho junto con un vano (apertura) en cada esquina, por los cuales ingresa luz natural para iluminar el altar.

### Ornamentación
La ornamentación estuvo a cargo de artesanos, quienes trabajaron materiales nobles como la piedra, madera y arcilla, lo que se evidencia en los vanos de sus puertas y ventanas, aleros, canes y remates de las tejas. Particularmente, en el interior, la decoración se basa en el protagonismo que tienen los materiales constructivos, los cuales se encuentran a la vista, y se complementan con los pequeños ventanales existentes trabajados a modo de vitral. Así, la luz natural -que logra ingresar en poca cantidad al interior- se logra teñir con los colores de las representaciones que poseen estos vidrios, elementos simbólicos para la religión católica.